# Vaadjuv Nyqvist
Vaadjuv Nyqvist   (Oslo, 5 d'octubre de 1902 - Oslo, 9 de maig de 1961) va ser un regatista noruec, vencedor d'una medalla olímpica.
El 1936 va prendre part en els Jocs Olímpics d'Estiu de Berlín, on va guanyar la medalla de plata en la classe de 6 metres del programa de vela. A bord del Lully II, formà tripulació junt a Magnus Konow, Karsten Konow, Fredrik Meyer i Alf Tveten.